# 林唐·西蒙斯
陆军元帅约翰·林唐·阿拉宾·西蒙斯爵士GCB GCMG（1821年2月12日—1903年2月14日），英国陆军军官。在他职业生涯的早期，西蒙斯曾担任铁路监察员、铁路委员会秘书和贸易委员会下属的铁路部秘书。离开铁路部门后，西蒙斯担任土耳其陆军中的英军特派员，在克里米亚战争期间作为土耳其军队司令奥马尔·帕夏将军的参谋。在战争期间，西蒙斯协助土耳其人保卫锡利斯特拉，后带领土耳其人参加了朱尔沃战役，并在尤帕托里亚战役中随土军登陆参加塞瓦斯托波尔围城战。战后，西蒙斯成为英国驻华沙领事、奥尔德肖特皇家工程部队司令和查塔姆皇家工兵学院院长。在担任工兵学院院长后，西蒙斯转入皇家军事学院担任副校长，后接任校长。西蒙斯最后的职位是皇家工兵部队司令、防御工事监察长，和马耳他总督。

## 军旅生涯
西蒙斯是皇家海军上尉托马斯·弗雷德里克·西蒙斯（Thomas Frederick Simmons）和玛丽·西蒙斯（Mary Simmons，婚前姓Perry）的第五个儿子。约翰·西蒙斯幼年时曾在根西岛伊丽莎白学院和伍尔维奇皇家军事学院接受教育。1837年12月4日，西蒙斯被任命为皇家工兵部队的少尉军官，后于1839年10月15日晋升为中尉。他随后被部署到加拿大，在那里他在英属北美与美利坚合众国有争议的边界上进行了探查工作。
西蒙斯于1845年返回英国成为伍尔维奇皇家军事学院的教官，后于1846年11月9日晋升二等上尉。他于1847年被任命为铁路督察，后于1850年被成为铁路委员会秘书，1851年被任命为贸易委员会下辖的铁路部秘书。在铁路机构任职期间，西蒙斯调查了许多铁路事故，其中最著名的是1847年的迪桥灾难，这起事故造成五名乘客和火车乘组死亡。在报告中，西蒙斯将事故归咎于铸铁大梁。这起事故在当时意义重大，因为大梁是由著名工程师罗伯特·斯蒂芬生设计的。

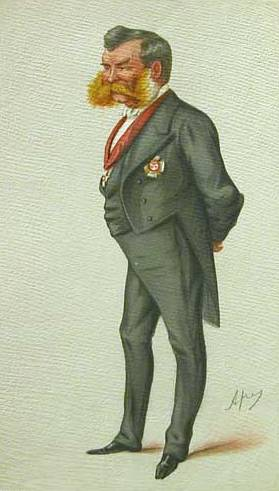
1877年的约翰·林唐·阿拉宾·西蒙斯爵士

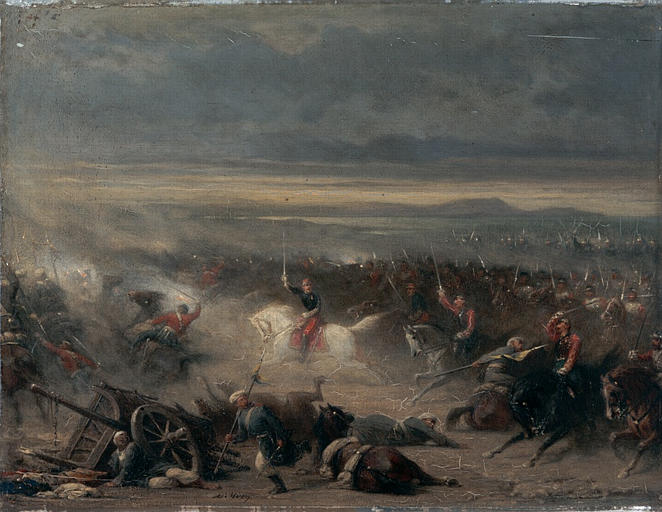
在克里米亚战争期间，西蒙斯随奥斯曼土耳其军队一同作战

1853年，当奥斯曼帝国向俄罗斯宣战时，正在休假期间的西蒙斯恰好在伊斯坦布尔。英国驻奥斯曼土耳其大使立即召回西蒙斯，要求他报告奥斯曼阵线的防御工事及奥斯曼军队抵抗俄罗斯进攻的能力。1854年2月17日，西蒙斯晋升上尉。他随即成为驻土耳其军队的英国专员，在克里米亚战争开始时成为奥马尔·帕夏将军的军事参谋。1854年6月，西蒙斯协助土耳其人保卫锡利斯特拉，后在1854年7月率领土耳其军队参加了朱尔沃战役；他于1854年7月12日晋升名誉少校。1854年7月14日，西蒙斯晋升名誉中校，他于1855年2月在尤帕托里亚战役中与土耳其人一起登陆并在1855年夏天与土耳其士兵一起参加塞瓦斯托波尔围城战。
1857年12月12日，西蒙斯晋升名誉上校。他于1858年2月成为英国驻华沙领事。1860年，他成为奥尔德肖特皇家工程兵司令，1865年转入查塔姆皇家工程兵学院院长。1868年3月6日，西蒙斯晋升少将。他于1869年3月成为伍尔维奇皇家军事学院副院长，随后成为学院院长。1872年8月27日，西蒙斯成为皇家工兵部队司令，并晋升为中将。1874年6月，他还被任命为铁路事故调查专员。
西蒙斯于1875年开始担任防御工事监察长，并于1877年10月1日晋升上将。他被邀请加入皇家委员会，该委员会负责监察英军阵地和各殖民地重要港口的防御工事。1884年6月，西蒙斯成为马耳他总督，负责监督岛上重大的宪法和社会变革。于1888年9月退出现役后，西蒙斯转入外交部。1889年，他作为特命全权公使前往罗马会见教皇良十三世。除实际担任的军职外，西蒙斯还成为第1（格洛斯特郡）工兵军团荣誉司令、皇家工兵部队荣誉司令、第1（德文郡和萨默塞特郡）工兵部队荣誉司令、第1（米德尔塞克斯）工兵部队荣誉司令以及工程师和铁路志愿参谋团荣誉司令。
西蒙斯于1890年5月21日晋升陆军元帅。在退休后，西蒙斯一直居住于汉普郡的霍利的霍利宅邸。西蒙斯于1903年2月14日去世，被安葬在萨默塞特郡施洗者圣约翰教堂。

## 家庭
1846年，西蒙斯与他的表妹艾伦·林唐·西蒙斯（Ellen Lintorn Simmons）结婚。夫妻两有一个女儿。在他的第一任妻子去世后，西蒙斯于1856年与布兰奇·韦斯顿（Blanche Weston）结婚，西蒙斯和第二任妻子育有一个女儿。

## 荣誉
西蒙斯获得的荣誉包括：
- 巴斯爵級大十字勋章[25]
- 圣米迦勒及圣乔治爵級大十字勋章[26]
- 法国荣誉军团勋章[27]
- 奥斯曼帝国梅吉迪勋章[28]

### 纪念
圣保罗座堂有一座西蒙斯的纪念碑。

## 引注
1. ↑  Heathcote, p.257
2. 1 2 3 4 5 6 7 8 9 10  Heathcote, p. 258
3. ↑  . 倫敦憲報. 1846-11-17.
4. ↑  Simmons, Capt J L A. : 16. 1847  [2013-10-28]. （原始内容存档于2012-03-21）.
5. ↑  . 倫敦憲報. 1854-02-17.
6. ↑  . 倫敦憲報. 1854-07-14.
7. ↑  . 倫敦憲報. 1857-12-29.
8. ↑  . 倫敦憲報. 1858-02-26.
9. ↑  . 倫敦憲報. 1868-03-31.
10. ↑  . 倫敦憲報. 1870-06-24.
11. 1 2  . 倫敦憲報. 1872-09-10.
12. ↑  . 倫敦憲報. 1874-06-12.
13. ↑  . 倫敦憲報. 1877-10-02.
14. ↑  . 倫敦憲報. 1879-09-12.
15. 1 2  . 倫敦憲報. 1884-05-06.
16. ↑  . University of Birmingham Information Services.   [2013-10-28]. （原始内容存档于2016-03-04）.
17. ↑  . 倫敦憲報. 1888-07-13.
18. ↑  . 倫敦憲報. 1889-06-14.
19. ↑  . 倫敦憲報. 1895-04-09.
20. ↑  . 倫敦憲報. 1894-12-18.
21. ↑  . 倫敦憲報. 1890-05-20.
22. ↑  . The Sydney Morning Herald. 1903-02-16  [2013-10-28].
23. ↑  Heathcote, p. 259
24. ↑  . Times of Malta.   [2019-02-19]. （原始内容存档于2019-02-20）.
25. ↑  . 倫敦憲報. 1878-07-30.
26. ↑  . 倫敦憲報. 1887-05-24.
27. ↑  . 倫敦憲報. 1858-03-23.
28. ↑  . 倫敦憲報. 1890-03-14.
29. ↑  "Memorials of St Paul's Cathedral" Sinclair, W. p. 461: London; Chapman & Hall, Ltd; 1909